# The Guitars That Destroyed The World: Live in China
| Críticas profissionais | Críticas profissionais |
| Avaliações da crítica  | Avaliações da crítica  |
| Fonte                  | Avaliação              |
| ---------------------- | ---------------------- |
| Get ready to Rock      | [ 2 ]                  |

The Guitars That Destroyed The World: Live in China é o primeiro álbum do supergrupo Generation Axe, que foi formado e capitaneado pelo guitarrista virtuoso estadunidense Steve Vai para turnês musicais. Para esta turnê, fizeram parte - além do próprio Steve Vai - os guitarristas Yngwie Malmsteen, Zakk Wylde, Nuno Bettencourt, e Tosin Abasi. A banda foi completada por Pete Griffin (baixo elétrico),  Derek Sherinian (teclados) e JP Bouvet (baterias).

## Créditos
- Steve Vai - Guitarra, Vocais, Produção
- Yngwie Malmsteen - Guitarra
- Zakk Wylde - Guitarra
- Nuno Bettencourt - Guitarra
- Tosin Abasi - Guitarra
- Pete Griffin - Baixo Elétrico
- Derek Sherinian - Teclados
- JP Bouvet - Baterias
- Bernie Grundman - Masterização

## Faixas
| #  | Música                                                             | Performada por                                                         | Duração |
| -- | ------------------------------------------------------------------ | ---------------------------------------------------------------------- | ------- |
| 01 | Foreplay (cover da banda Boston)                                   | Steve Vai, Zakk Wylde, Yngwie Malmsteen, Nuno Bettencourt, Tosin Abasi | 4:46    |
| 02 | Tempting Time (cover do Animals as Leaders)                        | Tosin Abasi                                                            | 5:28    |
| 03 | Physical Education (cover do Animals as Leaders)                   | Tosin Abasi, Nuno Bettencourt                                          | 4:39    |
| 04 | A Side of Mash (cover do Extreme)                                  | Nuno Bettencourt                                                       | 7:16    |
| 05 | Sideways (cover do Citizen Cope)                                   | Nuno Bettencourt, Zakk Wylde                                           | 7:18    |
| 06 | Whipping Post (cover do The Allman Brothers Band)                  | Zakk Wylde                                                             | 6:58    |
| 07 | Bad Horsie                                                         | Steve Vai                                                              | 6:36    |
| 08 | Baroque & Roll/ Overture/ From a Thousand Cuts/ Far Beyond the Sun | Yngwie Malmsteen                                                       | 6:44    |
| 09 | Black Star                                                         | Yngwie Malmsteen, Steve Vai                                            | 8:01    |
| 10 | Frankenstein (cover do Edgar Winter)                               | Steve Vai, Zakk Wylde, Nuno Bettencourt, Tosin Abasi                   | 11:06   |
| 11 | Highway Star (cover do Deep Purple)                                | Steve Vai, Zakk Wylde, Yngwie Malmsteen, Nuno Bettencourt, Tosin Abasi | 10:55   |